# Thomaston, Maine
Thomaston är en kommun (town) i Knox County i den amerikanska delstaten Maine, med en folkmängd, som uppgår till 3 748 invånare (2000). Den har enligt United States Census Bureau en area på 29,8 km². 